# Corethrellidae
Famille
Les Corethrellidae sont une famille d'insectes diptères nématocères.

## Liste des genres
La famille des Corethrellidae compte un ou deux genres selon les classifications et 104 espèces.
Selon Catalogue of Life (27 févr. 2013) :
- genre Corethrella

Selon ITIS (27 févr. 2013) :
- genre Corethrella
- genre Lutzomiops

Selon Paleobiology Database (27 févr. 2013) :
- genre Corethrella